# Лісовий заповідник Дібін
Лісовий заповідник Дібін — це природний заповідник, розташований на північному заході Йорданії. Він розташований на південь від римського міста Джераш і займає площу 8,5 квадратного кілометра (3,3 миля2) пагорбів, вкритих сосново-дубовим місцезростанням. У цьому районі розташовані найбільші сосни Алеппо, одне з найстаріших і природних місць існування в Йорданії. Тут також мешкають 17 видів, що перебувають під загрозою зникнення, наприклад перська вивірка.
Ця територія охороняється як природний заповідник у 2004 році за ініціативою Королівського товариства охорони природи.

## Геологія і клімат
Ліс відомий як найсухіше місце в регіоні і коливається понад 60 км і змінюється на висоті від 500 м до 1000 м над рівнем моря. Гірська порода в межах заповідника є сумішшю вапняку та крейдяного вапняку, яка була сформована у круті схили. Середня кількість опадів становить 710 міліметрів на рік. У лісі існує різноманітність умов зволоження, з ваді, що відрізняються від режимів, що трапляються на крутих схилах.

## Королівське товариство охорони природи (RSCN)
Королівське товариство охорони природи (RSCN) — це добровільна організація, яка займається збереженням природних ресурсів Йорданії. Воно було засноване в 1966 році під патронатом королеви Нур та покійного короля Хусейна як почесного президента.
У 1966 році вони зосередилися на зменшенні кількості видів тварин через незаконне полювання в цьому районі та нехтування природою в Йорданії. Невелика група піонерів працювала пліч-о-пліч з урядом, щоб забезпечити безпеку дикої природи, створивши основні правила та закони про полювання. У результаті в 1973 році RSCN отримав право видавати мисливські ліцензії та розвивати мисливські патрулі для регулювання мисливських законів в Йорданії. Їхня робота процвітала, і до 1995 року вони були першими, хто створив перший у Йорданії закон про захист навколишнього середовища, а у 2006 році створили підрозділ екологічної поліції.
Протягом багатьох років RSNC сумлінно охороняв шість територій навколо Йорданії (1200 квадратних метрів). Ці райони включають Шаумарі, Азрак, Дана, Ваді Муджиб, Аджлун і Дібін.
17 травня 2016 року газета The Jordan Times написала статтю про святкування золотого ювілею RSCN.

## Флора

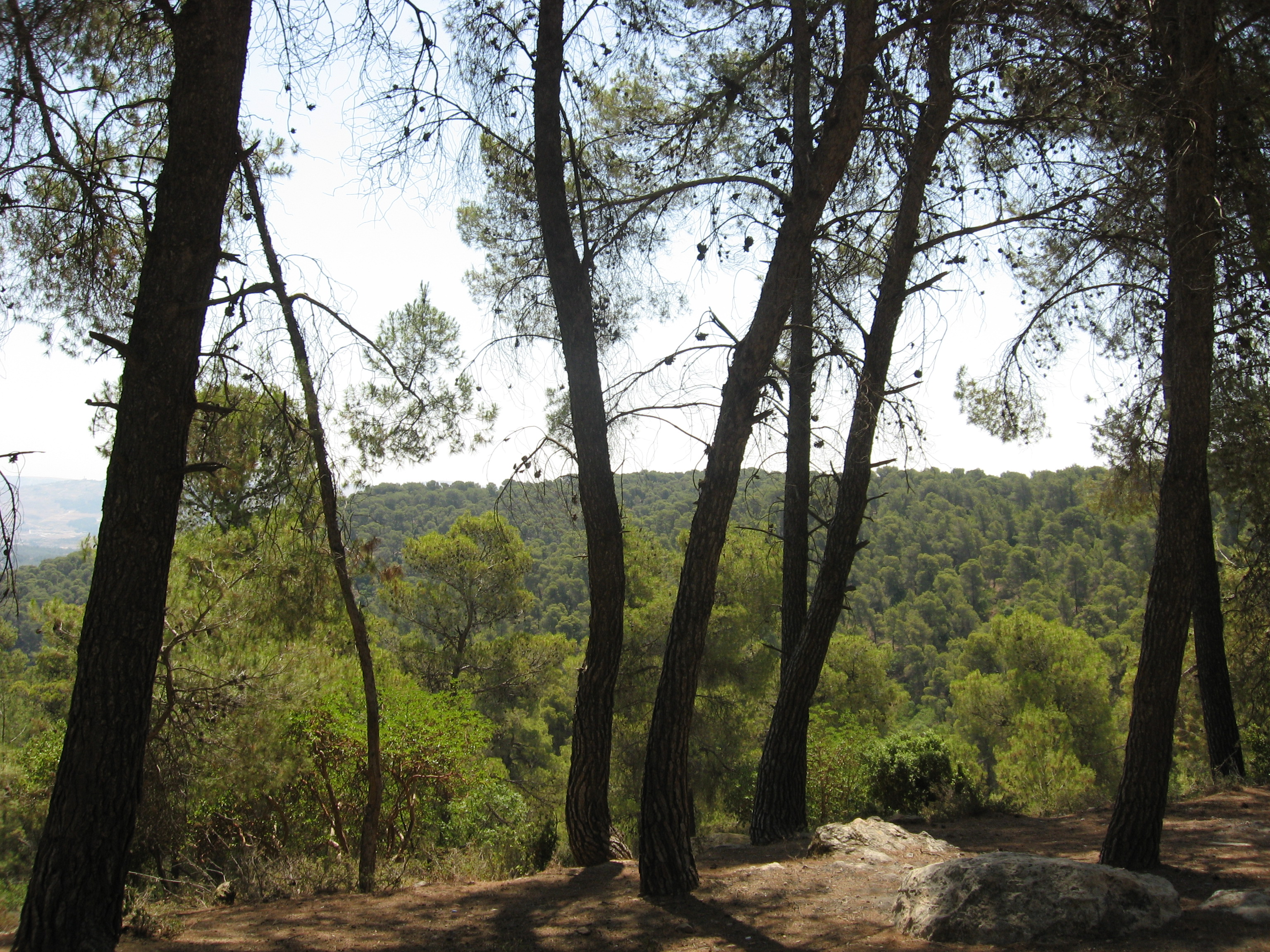

Лісовий заповідник містить один з останніх збережених зразків сосново-дубового лісу на Близькому Сході. Порода дерев заповідника змінюється залежно від висоти над рівнем моря; Алеппські сосни зростають на нижчих висотах, змішаний сосново-дубовий ліс (включаючи Алеппську сосну та палестинський дуб) росте в середній частині, а різновид невеликого листяного дуба — Quercus infectoria (Алеппський, або кіпрський дуб) — росте на вищій частині висоти над рівнем моря. Інша флора в середовищі існування становить орхідеї, грецькі полуничні дерева, фісташки та оливкові дерева. Вікова структура лісу демонструє широкі варіації, багато ділянок містять дорослі лісові дерева та потужний підлісок.

## Тваринний світ
У заповіднику виявлено щонайменше 17 видів, що перебувають під загрозою зникнення. До них належать перська червона вивірка, чотири види кажанів, сірі вовки та смугасті гієни. У лісі живуть і лісові птахи. Також вважається, але не доведено, що в цьому заповіднику зберігається остання популяція південно-смугастих тритонів, які живуть у Йорданії

## Збереження
Лісовий заповідник Дібін був заснований у 2004 році після того, як він був включений до списку пріоритетів збереження в огляді охоронюваних територій 1998 року та 8,5 км2 площа увійшла до складу заповідної території.
Між 2004 і 2007 роками ПРООН керувала проєктом у муніципалітетах регіону Ліс Дібін, Джераш, Аль-Мейрад і Бірма для підтримки створення природного заповідника. Це допомогло зберегти унікальне місцеве біорізноманіття та спонукало місцеві громади до сталого альтернативного використання наявних ресурсів. Як наслідок, зросла обізнаність щодо розвитку місцевого потенціалу та потреби у природоохоронному плануванні землекористування в регіоні.
Незважаючи на зусилля щодо захисту лісу, він поступово і систематично знищується через створення сучасних цементних проєктів, навмисних пожеж, надмірного випасу худоби та нелегальних спорадичних рубок.